# Vriesea altimontana
Vriesea altimontana är en gräsväxtart som beskrevs av Edmundo Pereira och Gustavo Martinelli. Vriesea altimontana ingår i släktet Vriesea och familjen Bromeliaceae. Inga underarter finns listade i Catalogue of Life.